# Piet van Kempen
Piet van Kempen (né le 12 décembre 1898 à Ooltgensplaat et mort le 5 mai 1985 à Bruxelles) est un coureur cycliste sur piste néerlandais. Professionnel de 1919 à 1942 et dans les années 1950, il a notamment remporté 32 courses de six jours.

## Biographie
En 1918, avant la fin de la guerre, il se rend à Bruxelles pour participer à des courses. Les premières années sont difficiles. Il épouse la sœur de son compatriote René Boogmans, bénéficiant du soutien de sa famille. En 1920, il participe à sa première course des Six Jours de Bruxelles, associé à Arthur Vanderstuyft. Son style agressif lui vaut un contrat pour courir aux États-Unis avec le coureur australien Reggie MacNamara.
De 1920 à 1939, il participe à 108 courses de six jours et en remporte 32. Il n'a pas de partenaire standard et obtient ses succès avec divers coureurs tels que Jan Pijnenburg, Paul Buschenhagen, Oscar Egg, Marcel Buysse, Reggie McNamara et d'autres. Son surnom dans les coulisses est « Flying Dutchman » ou « Zwarte Piet ». Durant cette période, il est le « Boss des Six jours », qui détermine à l'avance le vainqueur de la course et la plupart du temps sa propre victoire. Au 20e Six jours de Berlin de 1928, van Kempen est exclu avec huit autres coureurs et son manager Cor Blekemolen par le directeur Walter Rutt. Il lui est reproché d'avoir soudoyé les autres coureurs pour s'assurer de la victoire. Il est suspendu de course en Allemagne pendant un an.

## Palmarès

### Championnats nationaux
- Champion des Pays-Bas de vitesse amateur (1916) et professionnel (1925)

### Six jours
- 1921 : New York (avec Oscar Egg)
- 1922 : Bruxelles (avec Émile Aerts)
- 1923 : Paris (avec Oscar Egg)
- 1924 : New York (avec Reginald McNamara)
- 1925 : Bruxelles (avec Émile Aerts), Paris (avec Alfred Beyl)
- 1926 : Breslau (avec Ernst Feja), Bruxelles (avec Klaas van Nek)
- 1927 : Berlin (avec Maurice Dewolf)
- 1928 : Chicago (avec Mike Rodak), Stuttgart (avec Théo Frankenstein), Dortmund (avec Maurice Dewolf)
- 1929 : Stuttgart (avec Paul Buschenhagen)
- 1930 : Berlin, Breslau, Bruxelles (avec Paul Buschenhagen), Saint-Étienne (avec Francis Faure), Montréal (avec Joe Laporte)
- 1931 : Breslau (avec Willy Rieger)
- 1932 : Amsterdam (avec Jan Pijnenburg), Paris (avec Jan Pijnenburg), Marseille (avec Armand Blanchonnet), Dortmund (avec Jan Pijnenburg)
- 1933 : Cleveland (avec Jules Audy)
- 1934 : San Francisco (avec Jack McCoy), Londres (avec Sydney Cozens), Minneapolis (avec Reginald Fielding et Heinz Vopel)
- 1935 : Kansas City (avec William Peden) et San Francisco (avec James Corcoran)
- 1936 : Saint-Étienne (avec Jean Van Buggenhout)
- 1937 : Londres (avec Albert Buysse) et à Saint-Étienne (avec Jean Van Buggenhout)